# Air Intelligence Division Study 203
Air Intelligence Division Study 203, intitulé Analysis of Flying Object Incidents in the U.S., est un document top secret rédigé par des experts de l'Air Intelligence Division au Pentagone, daté du 10 décembre 1948, après les observations de « soucoupes volantes » de 1947. Ce document a été découvert aux Archives nationales américaines par Robert Todd, qui a obtenu en 1985 sa déclassification en vertu du Freedom of Information Act,.

## Description
Le document AIDS #203 envisage deux hypothèses pour les engins inconnus : américains ou russes. Les auteurs de ce rapport considèrent que l'origine des soucoupes sont des ailes volantes, semblables à celles fabriquées par la firme Northrop.
La crainte demeure que des ingénieurs allemands faits prisonniers par les Soviétiques à la fin de la Seconde Guerre mondiale aient pu continuer le programme de développement des ailes volantes de l'armée allemande.
Ce rapport discute des raisons qui auraient pu pousser les Soviétiques à survoler le territoire américain, à savoir l'ébranlement de la confiance américaine dans la bombe atomique, ou encore des missions de reconnaissance photographiques ou non, des tests de défense aérienne.
L’AIDS #203 conclut qu'« il serait imprudent de négliger la possibilité que certains de ces engins puissent être d'origine étrangère », faisant sans doute référence au rapport Estimate of the Situation, favorable à une origine extraterrestre.